# Leptacrydium
Leptacrydium is een geslacht van rechtvleugeligen uit de familie doornsprinkhanen (Tetrigidae). De wetenschappelijke naam van dit geslacht is voor het eerst geldig gepubliceerd in 1945 door Lucien Chopard.

## Soorten
Het geslacht Leptacrydium omvat de volgende soorten:
- Leptacrydium gratiosum Karsch, 1893
- Leptacrydium guineense Günther, 1979
- Leptacrydium royi Günther, 1979
- Leptacrydium waelbroecki Bolívar, 1908